# Kampfgruppe gegen Unmenschlichkeit

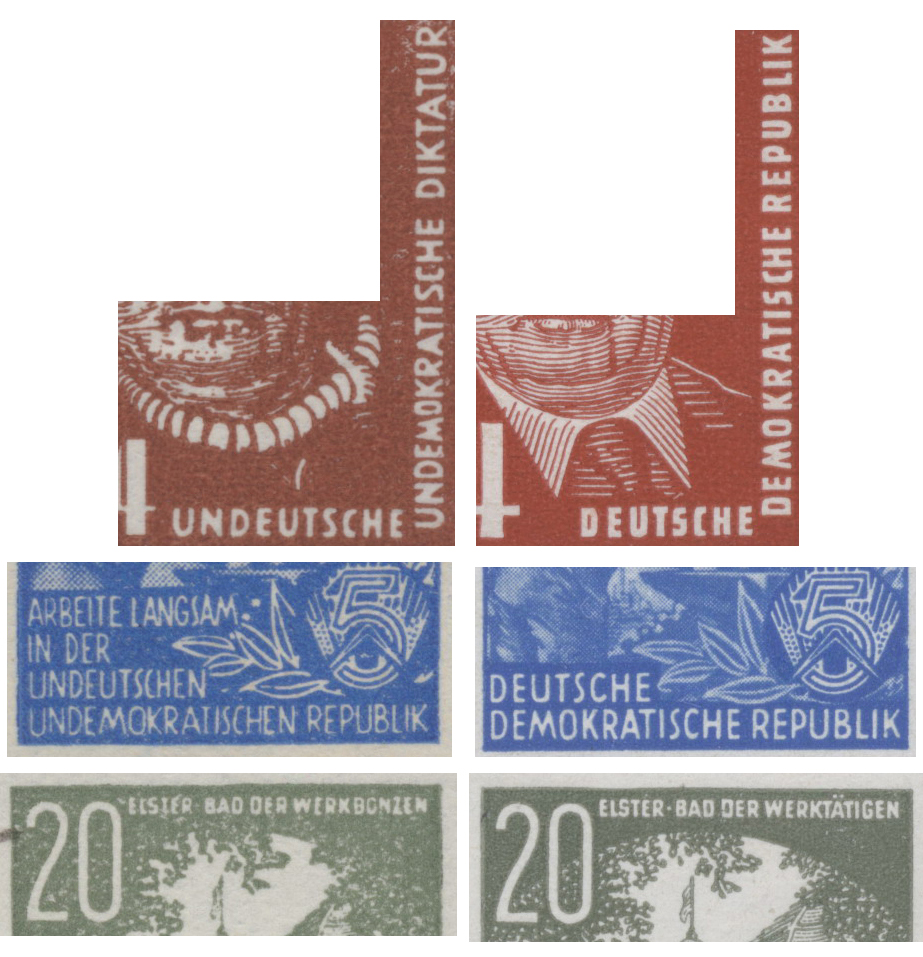
Den till vänster är förfalskad propaganda från Kampfgruppe gegen Unmenschlichkeit medan den högra är riktig propaganda från Östtyskland.

Kampfgruppe gegen Unmenschlichkeit (KGU); svenska: Kampgruppen mot omänsklighet, var en västtysk motståndsrörelse verksam mellan 1948 och 1959 och som försökte slå ner kommunismen i både Väst- och Östtyskland.

## Historik
Motståndsrörelsen grundades 1948 i Västberlin av historikern Rainer Hildebrandt och den protestantiske pastorn Ernst Tillich, båda hade blivit fängslade av Nazityskland efter ha försökt motarbetat det under andra världskriget. Namnet Kampfgruppe gegen Unmenschlichkeit syftar på de omänskliga förhållanden det var i Västberlin under Sovjetunionens ockupation. Den finansierades bland annat av USA:s armés underrättelsetjänst Counterintelligence Corps och stiftelsen Ford Foundation. Tidigt 1950-tal tog USA:s underrättelsetjänst Central Intelligence Agency (CIA) över finansieringen av motståndsrörelsen via hemliga programmet Project DT Linen (även känt som Earthenware), vilket resulterade i att KGU blev som en frontorganisation för CIA. KGU självt fick kodnamnen Graveyard och Cajersey. Amerikanerna var imponerade över hur effektiv motståndsrörelsen var, KGU hade uppemot 500 mullvader i Östtyskland och hundratals underrättelserapporter inkom till CIA:s Berlinkontor. Det var i paritet med vad Reinhard Gehlen och dennes underrättelsetjänst (föregångaren till Bundesnachrichtendienst) presterade. Under årens lopp blev motståndsrörelsen även finansierad av regeringen i Västberlin. År 1959 upplöstes dock motståndsrörelsen efter att den östtyska säkerhetstjänsten Ministeriet för statssäkerhet (Stasi) kom den på spåren och lyckades infiltrera några år tidigare, vilket ledde till massarresteringar och i vissa fall avrättningar av KGU:s medlemmar.

## Aktioner
Ett urval av aktioner:
- Motståndsrörelsen byggde upp en massiv databas på uppemot en kvarts miljon individer när den hjälpte anhöriga att lokalisera de som hade försvunnit på fängelser i den sovjetiska ockupationszonen. Databasen användes dock för att identifiera kommunister samt angivare som användes av Östtyskland. Angivarnas identiteter överlämnades till Rundfunk im amerikanischen Sektor (Rias), som sände ut meddelanden för att "tysta" dåvarande och framtida angivare.
- Operation Osterhase: Det skickades ut 150 000 förfalskade brev till statsägda butiker i Östtyskland, som uppmanade butikerna att sänka priserna kraftigt, vilket orsakade tumult när befolkningen ville köpa på sig billiga förnödenheter, när det redan var ont om såna i landet.
- På 1950-talet rekryterade motståndsrörelsen agenter för Stay-behind-verksamhet på uppdrag av CIA.